# Victim of the System
Victim of the System è il secondo EP del gruppo heavy metal statunitense Impellitteri, pubblicato nel 1993 per la JVC.

## Tracce
1. Victim of the System – 3:27
2. Visual Prison – 3:58
3. Glory – 1:51
4. Cross to Bear – 5:01
5. The Young and the Ruthless – 3:37

## Formazione
- Chris Impellitteri – chitarra
- Rob Rock – voce
- James Amelio Pulli – basso
- Mark Bistany – batteria

### Altri musicisti
- Ken Tamplin – cori in "Visual Prison", "Cross to Bear" e "The Young and the Ruthless"
- Ken Mary – batteria in "Victim of the System" e "Glory"
- Claude Schnell – tastiera in "Cross to Bear"